# Grande Prêmio de Sakhir de 2020
Grande Prêmio de Sakhir de 2020 (formalmente denominado Formula 1 Rolex Sakhir Grand Prix) foi a décima sexta etapa do Campeonato Mundial de 2020 da Fórmula 1. O Grande Premio foi disputado em 6 de dezembro de 2020 no traçado externo do Circuito Internacional do Barém, em Sakhir, Barém e teve como vencedor o mexicano Sergio Pérez.

## Relatório

### Antecedentes
Substituto de Romain Grosjean
A Haas anunciou que Pietro Fittipaldi competiria nesta corrida, substituindo o piloto titular Romain Grosjean, que foi hospitalizado após sofrer um grave acidente no Grande Prêmio do Barém, no qual sofrera queimaduras nas mãos e tornozelos. Pietro é neto do bicampeão da Fórmula 1 (1972 e 1974), Emerson Fittipaldi, dono de 14 vitórias e 35 pódios na categoria em que correu entre 1970 e 1980 e também é sobrinho de Wilson Fittipaldi, irmão de Emerson e que correu na Fórmula 1 entre 1972 e 1975, e de Christian Fittipaldi, que disputou 40 grandes prêmios de 1992 a 1994 e se torna o 32º brasileiro a correr na Fórmula 1.
O heptacampeão testou positivo para a Covid-19
Lewis Hamilton, após testar positivo para Covid-19, foi impedido de disputar o Grande Prêmio de Sakhir. Em comunicado divulgado na terça-feira que antecedeu a corrida, a Mercedes informou que o heptacampeão mundial de Fórmula 1 estava cumprindo o protocolo de isolamento e não participaria da prova. Sua presença no último Grande Prêmio da temporada, em Abu Dhabi, no entanto, ainda dependeria de testes posteriores.
O Substituto de Lewis Hamilton
A Mercedes comunicou, no dia 2 de dezembro, que George Russell seria o substituto de Lewis Hamilton no Grande Prêmio de Sakhir. O piloto britânico de 22 anos da Williams foi o companheiro de Valtteri Bottas na prova.
Para o lugar de George Russell em Sakhir, a Williams confirmou Jack Aitken. O britânico de 25 anos disputava o Campeonato de Fórmula 2 na equipe Campos Racing e ocupava a 14ª posição no campeonato.

### Treino classificatório

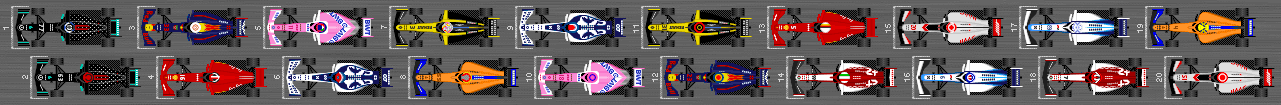
Grid de Largada

Q1
Q2
Q3

### Corrida
Na largada, George Russell ganhou a posição do pole Valtteri Bottas logo nos primeiros metros.
A corrida não teve o susto como o terrível acidente de Romain Grosjean na semana passasda, mas teve a entrada do safety-car. Max Verstappen e Charles Leclerc, que dividiram a segunda fila do grid, foram parar na barreira de pneus. O monegasco errou na tomada da curva 4 e acertou a Racing Point de Sergio Pérez, que rodou. Verstappen, que vinha logo atrás, não conseguiu frear o suficiente antes de bater na barreira de pneus.
Pérez conseguiu resistir na pista e foi para os boxes para antecipar a troca de pneus, caindo para 18º e último dentre os que estavam na pista. Russell aparecia em primeiro, com Bottas em segundo e Carlos Sainz em terceiro com a McLaren, seguido por Daniel Ricciardo, da Renault, e Daniil Kvyat, da AlphaTauri.
A bandeira verde foi acionada na volta 7 de 87 da corrida em Sakhir. Pela primeira vez na carreira, Russell puxou a fila e liderava uma prova na Fórmula 1, tendo de comandar o grid num procedimento de relargada. E enquanto George manteve a dianteira com muita segurança, Bottas tomou ‘calor’ de Sainz, que vinha em ótima performance com pneus macios, contra os médios do finlandês. A outra McLaren, de Lando Norris, também brilhava na prova, com o britânico aparecendo em nono depois de ter largado dez posições atrás.
Pérez fazia uma ótima corrida de recuperação e já aparecia em 11º depois de ter superado a Ferrari de Sebastian Vettel. Quem tinha muita dificuldade para imprimir algum ritmo era Alexander Albon, que andava em décimo lugar, mas já começava a sofrer com a pressão do mexicano.
Bottas tentava se aproximar de Russell e forçava o ritmo para reduzir a vantagem do britânico. Pouco mais atrás, Pérez encostava de vez na Red Bull de Albon, que, por sua vez, tentava passar a McLaren de Norris em confronto pelo nono lugar. O anglo-tailandês fez uma bela manobra de ultrapassagem e trouxe o mexicano junto, o que não amenizou a pressão.
Na volta 22, Pérez sequer tomou conhecimento de Albon e fez a ultrapassagem com autoridade e mostrou para a Red Bull que merece uma vaga na próxima temporada. ‘Checo’ subiu para nono e passava a pressionar Esteban Ocon. Albon dizia que o carro estava rápido, mas que, ao mesmo tempo, não conseguia disputar posições.
Quando a corrida entrou no seu segundo terço, as equipes começaram a chamar seus pilotos para os primeiros pit-stops na prova. Russell tinha 2s7 de frente para Bottas, enquanto Ricciardo era o terceiro na volta 30 depois que Sainz foi aos boxes fazer sua troca de pneus. O australiano entrou nos pits em segunda e fez com que Stroll subisse para terceiro, com Ocon em quarto e Pérez em quinto depois de ter despencado para o fim do grid. Bottas, por mais que se esforçasse, não conseguia se aproximar de Russell que, ao contrário, abria um pouco de vantagem. O inglês ia além ao falar que, com 41 voltas com os compostos médios, avisava à equipe: “Meus pneus estão bons”. Quem também chamava a atenção no quesito gestão de pneus era Stroll, em terceiro e com mais de 40 voltas com os compostos macios. Stroll fez seu pit-stop na volta 43, calçando pneus médios para ir até o fim. O canadense voltou à frente de Ocon, que fez sua parada na volta anterior, mas o francês foi valente e conseguiu efetuar a ultrapassagem ao aproveitar os pneus mais frios de Lance. Pérez, com as paradas para os pit-stops, subia para o terceiro lugar. Russell foi aos boxes para trocar pneus e colocar os compostos duros na volta 46. Bottas assumiu provisoriamente a ponta, enquanto o britânico relatava falta de potência no motor. Contudo, no giro seguinte, Russell marcou a então volta mais rápida da corrida, tirando qualquer dúvida.
Um dos momentos decisivos da prova aconteceu na volta 50, quando Bottas fez seu pit-stop. Russell cruzou a reta dos boxes e reassumiu a liderança com uma vantagem pra lá de confortável: 8s5. Quem também fez sua parada foi Pérez, com a Racing Point colocando pneus duros para o mexicano ir até o fim da corrida. A ordem da corrida após as trocas de pneus tinha Russell na frente, seguido por Bottas, Sainz em terceiro, Kvyat em quarto e Ricciardo caindo para quinto, com Ocon em sexto, Stroll e Pérez vindo logo atrás.
Com 56 voltas, a direção de prova acionou o safety-car virtual por conta da posição da Williams de Nicholas Latifi, que ficou parada à altura da curva 9. A McLaren aproveitou para chamar Norris e Sainz para um pit-stop extra, colocando pneus macios, o mesmo procedimento feito pela Ferrari com Vettel. Mas a parada do alemão foi muito ruim, com uma considerável perda de tempo na fixação da roda dianteira esquerda. Pérez voltava a brilhar e, com pilotagem impressionante, superava Stroll após erro do canadense, e Ocon, depois de bela manobra de ‘Checo, que subia para terceiro, só atrás de Russell e Bottas, que se aproximava do britânico e tinha 5s548 atrás após 58 voltas.
A corrida entrou na sua reta final com contornos dramáticos na luta pela vitória. Bottas reduzia drasticamente a vantagem de Russell e tinha 4s6 atrás do companheiro de equipe. Foi aí que a direção de prova acionou novamente o safety-car virtual na volta 63 para remover a asa dianteira do carro de Jack Aitken, que cometeu um erro na curva final e bateu de leve o bólido na barreira de pneus.
Naquele momento, a Mercedes chamou Russell e Bottas para um pit-stop adicional na volta 63. Em princípio, parecia tudo certo na parada do britânico, mas o finlandês levou enorme azar com um grande problema na fixação da roda dianteira esquerda, o que arruinou por completo qualquer chance de vitória de Valtteri. Pérez subiu para segundo lugar. Só que a Mercedes chamou Russell de novo para os boxes porque notou que havia feito uma trapalhada inacreditável ao misturar os pneus ao colocar os pneus que estavam designados para o carro de Bottas no bólido de Russell, o que não é permitido pelo regulamento. Com toda essa balbúrdia, a liderança caiu no colo de Pérez, com Ocon em segundo e Stroll em terceiro. Bottas caiu para quarto, e Russell, que parecia estar a caminho da vitória, despencou de líder para quinto. Depois de um breve momento em que o safety-car chegou a entrar na pista, a prova foi retomada no seu ritmo normal na volta 69. Pouco antes, por muito pouco Stroll não encheu a traseira da Renault de Ocon. Na relargada, Pérez manteve a dianteira e abriu ligeira vantagem.
Em jornada espetacular, Russell não tomou conhecimento de Bottas e colocou de lado para fazer uma ultrapassagem incrível e subir para quarto. Em seguida, na abertura da volta 72, deixou Stroll para trás e ganhou a terceira posição. Pouco depois, foi a vez de Ocon ser ‘jantado’ pelo britânico, que partiu para cima de Pérez quando restavam 13 voltas para o fim. ‘Checo’ tinha 3s3 de vantagem. Bottas, em contrapartida, se aproximava, mas não conseguia ameaçar Stroll e ficava empacado em quinto. O finlandês era o grande derrotado da noite de domingo, enquanto Russell se aproximava de Pérez na luta pela vitória nas voltas finais. Com uma performance vergonhosa, Bottas não só não ameaçou Stroll como foi ultrapassado com facilidade por Sainz, Ricciardo, Albon e até Kvyat, despencando para a nona posição.
O mais incrível era que Russell, a caminho de superar Pérez, foi chamado pela Mercedes para mais um pit-stop por conta de um pequeno furo no pneu, com a equipe calçando o carro de George com pneus macios. Na prática, a vitória ficou no colo do mexicano com sete voltas para a bandeirada. Russell caiu de segundo para P14. Um desfecho espetacular e um pecado com o dono da corrida em Sakhir. Um desfecho de sonho para um piloto que faz sua décima temporada na Fórmula 1 e, mesmo em meio à incerteza sobre seu futuro, chega à glória tão sonhada neste domingo.
Pós-Corrida
Os comissários ouviram o pilotos Charles Leclerc, representantes da equipe e revisaram múltiplos ângulos, explicou documento emitido pela direção de prova da F1. O piloto monegasco freou tarde demais na curva 4, travando o pneu dianteiro traseiro e acertando o Sergio Pérez, que fazia a tangência normal na curva, seguiu. O monegasco perderá três posições do grid no Grande Prêmio de Abu Dhabi e recebeu ainda a perda 2 pontos na carteira. O monegasco agora soma 3 na carteira, bem longe dos 12 que causam suspensão automática no GP subsequente.
George Russell manteve os pontos conquistados nesta corrida. O inglês estava sob investigação da FIA após o confuso pit-stop da Mercedes, que colocou pneus alocados ao carro de Valtteri Bottas no bólido de George. Os comissários disseram que o erro “normalmente envolveria uma punição esportiva passiva de desclassificação”, mas aceitaram as “circunstâncias atenuantes” e decidiram aplicar apenas uma multa de € 20 mil (equivalente a R$ 125 mil).

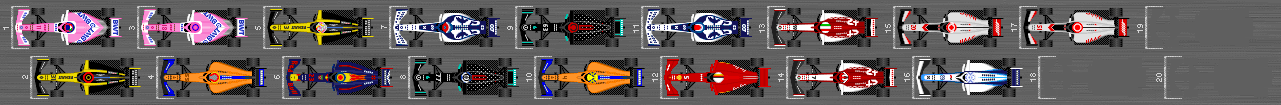
Resultado da Corrida

## Pneus
| Nome do composto | Cor | Banda de rolamento | Condições de Tempo | Dry Type                           | Aderência       | Longevidade   |
| ---------------- | --- | ------------------ | ------------------ | ---------------------------------- | --------------- | ------------- |
| Macio (C4)       |     | Slick (P Zero)     | Seco               | Soft                               | Mais aderência  | Menos durável |
| Médio (C3)       |     | Slick (P Zero)     | Seco               | Medium                             | Médio           | Médio         |
| Duro (C2)        |     | Slick (P Zero)     | Seco               | Hard                               | Menos aderência | Mais durável  |
| Intermediário    |     | Sulcos (Cinturato) | Molhado            | Intermediate (água não estagnante) | —               | —             |
| Chuva            |     | Sulcos (Cinturato) | Molhado            | Wet (água estagnante)              | —               | —             |

| Escolhas de Pneus de cada piloto para o GP de Sakhir: | Escolhas de Pneus de cada piloto para o GP de Sakhir: | Escolhas de Pneus de cada piloto para o GP de Sakhir: | Escolhas de Pneus de cada piloto para o GP de Sakhir: | Escolhas de Pneus de cada piloto para o GP de Sakhir: | Escolhas de Pneus de cada piloto para o GP de Sakhir: |
| ----------------------------------------------------- | ----------------------------------------------------- | ----------------------------------------------------- | ----------------------------------------------------- | ----------------------------------------------------- | ----------------------------------------------------- |
| Nº                                                    | Pilotos                                               | Equipe(s)                                             | Duro                                                  | Médio                                                 | Macio                                                 |
| 63                                                    | George Russell                                        | Mercedes                                              | 2                                                     | 3                                                     | 8                                                     |
| 77                                                    | Valtteri Bottas                                       | Mercedes                                              | 2                                                     | 3                                                     | 8                                                     |
| 5                                                     | Sebastian Vettel                                      | Ferrari                                               | 2                                                     | 3                                                     | 8                                                     |
| 16                                                    | Charles Leclerc                                       | Ferrari                                               | 2                                                     | 3                                                     | 8                                                     |
| 23                                                    | Alexander Albon                                       | Red Bull Racing-Honda                                 | 2                                                     | 3                                                     | 8                                                     |
| 33                                                    | Max Verstappen                                        | Red Bull Racing-Honda                                 | 2                                                     | 3                                                     | 8                                                     |
| 55                                                    | Carlos Sainz Jr.                                      | McLaren-Renault                                       | 2                                                     | 3                                                     | 8                                                     |
| 4                                                     | Lando Norris                                          | McLaren-Renault                                       | 2                                                     | 3                                                     | 8                                                     |
| 3                                                     | Daniel Ricciardo                                      | Renault                                               | 2                                                     | 3                                                     | 8                                                     |
| 31                                                    | Esteban Ocon                                          | Renault                                               | 2                                                     | 3                                                     | 8                                                     |
| 11                                                    | Sergio Pérez                                          | Racing Point-BWT Mercedes                             | 2                                                     | 3                                                     | 8                                                     |
| 18                                                    | Lance Stroll                                          | Racing Point-BWT Mercedes                             | 2                                                     | 3                                                     | 8                                                     |
| 10                                                    | Pierre Gasly                                          | AlphaTauri-Honda                                      | 2                                                     | 3                                                     | 8                                                     |
| 26                                                    | Daniil Kvyat                                          | AlphaTauri-Honda                                      | 2                                                     | 3                                                     | 8                                                     |
| 7                                                     | Kimi Raikkonen                                        | Alfa Romeo-Ferrari                                    | 2                                                     | 3                                                     | 8                                                     |
| 99                                                    | Antonio Giovinazzi                                    | Alfa Romeo-Ferrari                                    | 2                                                     | 3                                                     | 8                                                     |
| 51                                                    | Pietro Fittipaldi                                     | Haas-Ferrari                                          | 2                                                     | 3                                                     | 8                                                     |
| 20                                                    | Kevin Magnussen                                       | Haas-Ferrari                                          | 2                                                     | 3                                                     | 8                                                     |
| 6                                                     | Nicholas Latifi                                       | Williams-Mercedes                                     | 2                                                     | 3                                                     | 8                                                     |
| 89                                                    | Jack Aitken                                           | Williams-Mercedes                                     | 2                                                     | 3                                                     | 8                                                     |

## Resultados

### Treino classificatório
| 1                      | 77 | Valtteri Bottas    | Mercedes                  | 0:53.904 | 0:53.803 | 0:53.377 | 01  |
| 2                      | 63 | George Russell     | Mercedes                  | 0:54.160 | 0:53.819 | 0:53.403 | 02  |
| 3                      | 33 | Max Verstappen     | Red Bull Racing-Honda     | 0:54.037 | 0:53.647 | 0:53.433 | 03  |
| 4                      | 16 | Charles Leclerc    | Ferrari                   | 0:54.249 | 0:53.825 | 0:53.613 | 04  |
| 5                      | 11 | Sergio Pérez       | Racing Point-BWT Mercedes | 0:54.236 | 0:53.787 | 0:53.790 | 05  |
| 6                      | 26 | Daniil Kvyat       | AlphaTauri-Honda          | 0:54.346 | 0:53.856 | 0:53.906 | 06  |
| 7                      | 3  | Daniel Ricciardo   | Renault                   | 0:54.388 | 0:53.871 | 0:53.957 | 07  |
| 8                      | 55 | Carlos Sainz Jr.   | McLaren-Renault           | 0:54.450 | 0:53.818 | 0:54.010 | 08  |
| 9                      | 10 | Pierre Gasly       | AlphaTauri-Honda          | 0:54.207 | 0:53.941 | 0:54.154 | 09  |
| 10                     | 18 | Lance Stroll       | Racing Point-BWT Mercedes | 0:54.595 | 0:53.840 | 0:54.200 | 010 |
| 11                     | 31 | Esteban Ocon       | Renault                   | 0:54.309 | 0:53.995 | —        | 011 |
| 12                     | 23 | Alexander Albon    | Red Bull Racing-Honda     | 0:54.620 | 0:54.026 | —        | 012 |
| 13                     | 5  | Sebastian Vettel   | Ferrari                   | 0:54.301 | 0:54.175 | —        | 013 |
| 14                     | 99 | Antonio Giovinazzi | Alfa Romeo-Ferrari        | 0:54.523 | 0:54.377 | —        | 014 |
| 15                     | 4  | Lando Norris       | McLaren-Renault           | 0:54.194 | 0:54.693 | —        | 015 |
| 16                     | 20 | Kevin Magnussen    | Haas-Ferrari              | 0:54.705 | —        | —        | 016 |
| 17                     | 6  | Nicholas Latifi    | Williams-Mercedes         | 0:54.796 | —        | —        | 017 |
| 18                     | 89 | Jack Aitken        | Williams-Mercedes         | 0:54.892 | —        | —        | 018 |
| 19                     | 7  | Kimi Räikkönen     | Alfa Romeo-Ferrari        | 0:54.963 | —        | —        | 019 |
| 20                     | 51 | Pietro Fittipaldi  | Haas-Ferrari              | 0:55.426 | —        | —        | 020 |
| Tempo dos 107%: 57.677 |    |                    |                           |          |          |          |     |
| Fonte:                 |    |                    |                           |          |          |          |     |

Notas
- ↑1  – Lando Norris foi obrigado a começar na parte de tras do grid por exceder sua cota de elementos da unidade de potência.[11]
- ↑2  – Pietro Fittipaldi foi obrigado a começar na parte de tras do grid por exceder sua cota de elementos da unidade de potência.[12] A punição não foi aplicada quando ele começou a corrida na última posição.[10]

### Corrida
| 1                                                                 | 11 | Sergio Pérez       | Racing Point-BWT Mercedes | 87 | 1:31:15.114       | 5  | 25 |
| 2                                                                 | 31 | Esteban Ocon       | Renault                   | 87 | +10.518s          | 11 | 18 |
| 3                                                                 | 18 | Lance Stroll       | Racing Point-BWT Mercedes | 87 | +11.869s          | 10 | 15 |
| 4                                                                 | 55 | Carlos Sainz Jr.   | McLaren-Renault           | 87 | +12.580s          | 8  | 12 |
| 5                                                                 | 3  | Daniel Ricciardo   | Renault                   | 87 | +13.330s          | 7  | 10 |
| 6                                                                 | 23 | Alexander Albon    | Red Bull Racing-Honda     | 87 | +13.842s          | 12 | 8  |
| 7                                                                 | 26 | Daniil Kvyat       | AlphaTauri-Honda          | 87 | +14.534s          | 6  | 6  |
| 8                                                                 | 77 | Valtteri Bottas    | Mercedes                  | 87 | +15.389s          | 1  | 4  |
| 9                                                                 | 63 | George Russell     | Mercedes                  | 87 | +18.556s          | 2  | 3  |
| 10                                                                | 4  | Lando Norris       | McLaren-Renault           | 87 | +19.541s          | 15 | 1  |
| 11                                                                | 10 | Pierre Gasly       | AlphaTauri-Honda          | 87 | +20.527s          | 9  |    |
| 12                                                                | 5  | Sebastian Vettel   | Ferrari                   | 87 | +22.611s          | 13 |    |
| 13                                                                | 99 | Antonio Giovinazzi | Alfa Romeo-Ferrari        | 87 | +24.111s          | 14 |    |
| 14                                                                | 7  | Kimi Räikkönen     | Alfa Romeo-Ferrari        | 87 | +26.153s          | 19 |    |
| 15                                                                | 20 | Kevin Magnussen    | Haas-Ferrari              | 87 | +32.370s          | 16 |    |
| 16                                                                | 89 | Jack Aitken        | Williams-Mercedes         | 87 | +33.674s          | 18 |    |
| 17                                                                | 51 | Pietro Fittipaldi  | Haas-Ferrari              | 87 | +36.858s          | 20 |    |
| 18                                                                | 6  | Nicholas Latifi    | Williams-Mercedes         | 52 | Vazamento de óleo | 17 |    |
| 19                                                                | 33 | Max Verstappen     | Red Bull Racing-Honda     | 0  | Acidente          | 3  |    |
| 20                                                                | 16 | Charles Leclerc    | Ferrari                   | 0  | Colisão           | 4  |    |
| Volta mais Rapída: George Russell (Mercedes) – 55.404 (80º volta) |    |                    |                           |    |                   |    |    |
| Fonte:                                                            |    |                    |                           |    |                   |    |    |

Notas
- ↑3  – Inclui um ponto para a volta mais rápida.

## Curiosidades
- Sergio Pérez conquista sua primeira vitória na Fórmula 1 e também da equipe Racing Point. Ele se tornou o segundo piloto mexicano a vencer na categoria, o que não acontecia desde Pedro Rodríguez no Grande Prêmio da Bélgica de 1970.
- Primeiro pódio de Esteban Ocon.
- Primeira corrida de Pietro Fittipaldi, isso o fará no primeiro neto de um piloto de Fórmula 1 a também se tornar um piloto de Fórmula 1 e é o quarto membro da família Fittipaldi a correr na categoria.
- O Brasil volta a ter um piloto na categoria desde o Grande Prêmio de Abu Dhabi de 2017 com Felipe Massa.
- Primeira e última corrida de Jack Aitken.
- Valtteri Bottas faz 53s377 e é considerado o recorde de tempo mais curto da história da Fórmula 1 desde o Grande Prêmio da França de 1974 com Niki Lauda com 58s790.
- Último pódio das equipes Renault e Racing Point.
- Primeiros pontos de George Russell na Fórmula 1.
- Primeira volta mais rápida de George Russell na Fórmula 1.
- Última corrida de Sérgio Maurício como narrador pelo SporTV até o GP do Barém de 2021 pela Band.

## Voltas na liderança
| Nº de Voltas | Piloto          | Voltas           |
| ------------ | --------------- | ---------------- |
| 59           | George Russell  | (1-45) e (50-63) |
| 24           | Sergio Pérez    | (64-87)          |
| 4            | Valtteri Bottas | (46-49)          |

## 2020DHLFastest Pit Stop Award

### Resultado
| 1      | 23 | Alexander Albon  | Red Bull Racing-Honda | 1.90 | 25 |
| 2      | 63 | George Russell   | Mercedes              | 2.36 | 18 |
| 3      | 26 | Daniil Kvyat     | AlphaTauri-Honda      | 2.40 | 15 |
| 4      | 11 | Sergio Pérez     | Racing Point-Mercedes | 2.46 | 12 |
| 5      | 77 | Valtteri Bottas  | Mercedes              | 2.46 | 10 |
| 6      | 31 | Esteban Ocon     | Renault               | 2.48 | 8  |
| 7      | 6  | Nicholas Latifi  | Williams-Mercedes     | 2.51 | 6  |
| 8      | 55 | Carlos Sainz Jr. | McLaren-Renault       | 2.52 | 4  |
| 9      | 7  | Kimi Raikkonen   | Alfa Romeo-Ferrari    | 2.57 | 2  |
| 10     | 18 | Lance Stroll     | Racing Point-Mercedes | 2.65 | 1  |
| Fonte: |    |                  |                       |      |    |

### Classificação
| Tabela do DHL Fastest Pit Stop Award \| Pos \| Construtor \| Pontos \| \| --- \| --------------------- \| ------ \| \| 1 \| Red Bull Racing-Honda \| 524 \| \| 2 \| Williams-Mercedes \| 238 \| \| 3 \| Mercedes \| 235 \| \| 4 \| Alfa Romeo-Ferrari \| 150 \| \| 5 \| Renault \| 108 \| \| 6 \| AlphaTauri-Honda \| 97 \| \| 7 \| McLaren-Renault \| 91 \| \| 8 \| Ferrari \| 79 \| \| 9 \| Racing Point-Mercedes \| 75 \| \| 10 \| Haas-Ferrari \| 3 \| |                       |        |
| Pos | Construtor            | Pontos |
| 1 | Red Bull Racing-Honda | 524    |
| 2 | Williams-Mercedes     | 238    |
| 3 | Mercedes              | 235    |
| 4 | Alfa Romeo-Ferrari    | 150    |
| 5 | Renault               | 108    |
| 6 | AlphaTauri-Honda      | 97     |
| 7 | McLaren-Renault       | 91     |
| 8 | Ferrari               | 79     |
| 9 | Racing Point-Mercedes | 75     |
| 10 | Haas-Ferrari          | 3      |

## Tabela do campeonato após a corrida
Somente as cinco primeiras posições estão incluídas nas tabelas.
| Pos | Piloto           | Pontos | Var |
| --- | ---------------- | ------ | --- |
| 1   | Lewis Hamilton   | 332    | 0   |
| 2   | Valtteri Bottas  | 205    | 0   |
| 3   | Max Verstappen   | 189    | 0   |
| 4   | Sergio Pérez     | 125    | 1   |
| 5   | Daniel Ricciardo | 112    | 1   |

| Pos | Construtor                | Pontos | Var |
| --- | ------------------------- | ------ | --- |
| 1   | Mercedes                  | 540    | 0   |
| 2   | Red Bull Racing-Honda     | 282    | 0   |
| 3   | Racing Point-BWT Mercedes | 194    | 1   |
| 4   | McLaren-Renault           | 184    | 1   |
| 5   | Renault                   | 172    | 0   |